# Seznam krajev Unescove svetovne dediščine na Finskem
Svetovna dediščina Organizacije Združenih narodov za izobraževanje, znanost in kulturo (UNESCO) je pomembna za kulturno ali naravno dediščino, kot je opisano v Unescovi konvenciji o svetovni dediščini, ustanovljeni leta 1972. Finska je konvencijo sprejela 4. marca 1987, zaradi česar so njena zgodovinska mesta upravičena do vključitve na seznam. Prvi dve mesti, dodani na seznam, sta bili Rauma in trdnjava Suomenlinna, obe leta 1991, na 15. zasedanju Odbora za svetovno dediščino, ki je potekalo v Kartagini v Tuniziji. Nadaljnja mesta so bila dodana v letih 1994, 1996, 1999, 2005 in 2006.
Na Finskem je sedem območij svetovne dediščine, od katerih jih je šest razvrščenih kot kulturna območja po Unescovih merilih, in eno naravno območje, Visoka obala / arhipelag Kvarken. To je transnacionalno  mesto in je v skupni rabi s Švedsko. Švedski del, Visoka obala, je bil posamično uvrščen na seznam leta 2000; arhipelag Kvarken je bil dodan leta 2006. Na Finskem je še eno transnacionalno območje, Struvejev geodetski lok, kulturno območje, uvrščeno na seznam leta 2005, ki si ga deli z devetimi drugimi državami. Finska poleg območij svetovne dediščine ohranja tudi tri nepremičnine na svojem poskusnem seznamu.

## Svetovna dediščina
Unesco navaja mesta pod desetimi merili; vsaka prijava mora izpolnjevati vsaj enega od kriterijev. Kriteriji od i do vi so kulturni, od vii do x pa naravni.
| Ime                                               | Slika                                                               | Lega                                                         | Leto vpisa | Kriteriji                    | Opis |
| ------------------------------------------------- | ------------------------------------------------------------------- | ------------------------------------------------------------ | ---------- | ---------------------------- | --- |
| Staro mestno jedro Raume                          | A square and cobblestone streets in Old Rauma                       | Rauma                                                        | 1991, 2009 | 582; iv, v (kulturno)        | Stara Rauma je srednjeveški osrednji del mesta Rauma v Botnijskem zalivu. Sestavlja ga približno 600 lesenih hiš, ki se danes uporabljajo tako za stanovanjske kot poslovne namene. Cerkev svetega križa je iz 16. stoletja, medtem ko je bilo preostalo mestno območje po požarih obnovljeno in izvira iz 17. do 19. stoletja. Leta 2009 je prišlo do manjših sprememb meja. |
| Trdnjava Suomenlinna                              | Fortress of Suomenlinna from above                                  | Helsinki                                                     | 1991       | 583; iv (kulturno)           | Trdnjavo, ki je zgrajena na šestih otokih ob vhodu v pristanišče Helsinki, je v 18. stoletju zgradila Švedska za obrambo pred Ruskim imperijem. Obstaja 200 zgradb in obrambni zidovi se raztezajo na 6 km. Po drugi svetovni vojni je vojaška vloga trdnjave upadla. Preuredili so jo za javno uporabo in je zdaj priljubljena turistična destinacija. |
| Stara cerkev v Petäjävesiju                       | Petäjävesi Old Church, bell tower on the left, a cemetery in front. | Petäjävesi, Centralna Finnska                                | 1994       | 584; iv (kulturno)           | Ta cerkev je značilen primer arhitekturne tradicije lesenih cerkva v severni Evropi. Zgrajena je bila med letoma 1763 in 1765 in dokazuje mojstrsko uporabo evropskih arhitekturnih vplivov na konstrukcijo iz brun. Centralno zasnovana cerkev kaže renesančne vplive, strma streha pa spominja na gotsko tradicijo. Zvonik je bil prizidan leta 1821. Cerkev je dobro ohranjena, saj je bila opuščena v poznem 19. stoletju, ko so zgradili novo župnijsko cerkev, in ni bila deležna večjih predelav, kot je napeljava ogrevanja. Po letu 1920 je bila skrbno obnovljena. V cerkvi so poleti še vedno redno bogoslužja.                  |
| Zgodovinska tovarna kartona v Verli               | Verla groundwood and board mill museum, built in red brick.         | Kouvola (Jaala), Kymenlaakso                                 | 1996       | 751; iv (kulturno)           | Mlin in okoliško stanovanjsko območje predstavljata vrsto majhnega podeželskega industrijskega naselja, ki je bilo običajno v 19. in zgodnjem 20. stoletju in je povezano s proizvodnjo celuloze, papirja in kartona. Tovrstne naselbine so cvetele v severni Evropi in Severni Ameriki, kjer je bilo surovin v izobilju. Mlin Verla je deloval do leta 1964, nato pa so ga preuredili v muzej. |
| Pokopališče iz bronaste dobe v Sammallahdenmäkiju | Sammallahdenmäki cairn. Forest in the background.                   | Rauma                                                        | 1999       | 579; iii, iv (kulturno)      | To grobišče sega v bronasto dobo in zgodnjo železno dobo, od leta 1500 do 500 pred našim štetjem. Najdišče vključuje 33 grobov v več skupinah. Možici so povezani s čaščenjem sonca, religijo, ki se je na Finsko razširila iz Skandinavije. Prvotno so bili zgrajeni blizu obale, zdaj pa so bolj v notranjosti zaradi naraščajočega kopnega. |
| Struvejev geodetski lok*                          | Alatornio Church, side view. Cemetery in front.                     | Enontekiö, Ylitornio, Tornio, Korpilahti, Lapinjärvi, Pyhtää | 2005       | 1187, ii, iii, vi (kulturno) | Struvejev geodetski lok je niz triangulacijskih točk, ki se raztezajo na razdalji 2820 km od Hammerfesta na Norveškem do Črnega morja. Točke je postavil v raziskavi astronom Friedrich Georg Wilhelm Struve, ki je prvi izvedel natančno meritev dolgega odseka poldnevnika, kar je pomagalo ugotoviti velikost in obliko Zemlje. Prvotno je bilo 265 postajnih točk. Svetovna dediščina vključuje 34 točk v desetih državah (od severa proti jugu: Norveška, Švedska, Finska, Rusija, Estonija, Latvija, Litva, Belorusija, Moldavija, Ukrajina), od tega jih je šest na Finskem. Na sliki je cerkev Alatornio, ena od postaj na Finskem. |
| Visoka obala / arhipelag Kvarken*                 | De Geer moraines at Kvarken, sea and surrounding vegetation         | Kvarken                                                      | 2006       | 898bis; viii (naravno)       | To je podaljšek območja visoke obale na Švedskem, ki je bila prvotno uvrščena na seznam leta 2000. Visoka obala in arhipelag Kvarken sta v Botnijskem zalivu in vključujeta na tisoče otokov. Območje kaže vidne učinke postglacialnega odboja, dviga kopnega po taljenju kontinentalne plošče po zadnjem ledeniškem maksimumu (s čimer se je zmanjšala teža ledenikov), pred 10.000 do 24.000 leti. Dvig, ponekod skoraj do 300 m, nenehno spreminja pokrajino. |

## Poskusni seznam
Poleg območij, vpisanih na Seznam svetovne dediščine, lahko države članice vodijo seznam začasnih območij, ki jih lahko upoštevajo pri nominaciji. Nominacije za seznam svetovne dediščine so sprejete samo, če je bilo območje predhodno uvrščeno na poskusni seznam.Od leta 2021 ima Finska na svojem poskusnem seznamu dve nepremičnini.
| Ime                                                                     | Slika                      | Lega                                                                                | Leto vpisa | Kriterij        | Opis |
| ----------------------------------------------------------------------- | -------------------------- | ----------------------------------------------------------------------------------- | ---------- | --------------- | --- |
| Arhitekturna dela Alvarja Aalta - človeška razsežnost sodobnega gibanja | Paimio Sanatorium building | Paimio, Helsinki, Kotka, Pori, Säynätsalo, Muuratsalo, Imatra, Jyväskylä, Seinäjoki | 2021       | ii (kulturno)   | Ta nominacija obsega dela uglednega finskega modernističnega arhitekta Alvarja Aalta: Sanatorij Paimio, hiša Aalto, stanovanjsko območje Sunila Pulp Mill, Villa Mairea, [fmestna hiša Säynätsalo]], Eksperimentalna hiša, Muuratsalo, Studio Aalto, Cerkev treh križev, Vuoksenniska, Hiša kulture, Univerza Jyväskylä, Aalto Campus, Glavni urad zavoda za socialno zavarovanje, Mestno središče Seinäjoki in Dvorana Finlandia |
| Arhipelag Saimaa obročkastih tjulnjev jezera Saimaa*                    | Sunset at the Lake Saimaa  | Ristiina                                                                            | 2021       | ix, x (naravno) | Jezero Saimaa, ki je na jugovzhodu Finske, največje jezero na Finskem s 4400 km², je edini habitat Saimaajskega obročastega tjulenja (Phoca hispida saimensis). Ta podvrsta tjulnjev je postala neobalna in se je prilagodila na svežo vodo po zadnjem ledeniškem maksimumu, koncu zadnje poledenitve. |